# دامنه (آمار)
در دانش آمار دامنه (به انگلیسی: Range) اختلاف بین بزرگترین داده و کوچکترین داده در یک توزیع مشخص، دامنه آن توزیع نام دارد.
دامنه نوعی سنجش پراکندگی است. دامنه را با علامت R نشان می دهند.
دامنه یکی از بهترین شاخص های پراکندگی برای داده های با حجم کم است ولی در عین حال اشکال آن این است که تنها دو داده در آن نقش دارند و بقیه دادها نادیده گرفته شده اند و در نتیجه پراکندگی را به طور کامل مشخص نمی کند. اگر داده های پرتی وجود داشته باشند دامنه معیار درستی از پراکندگی به ما نخواهد داد. برای مثال در دو مجموعه داده ی {\displaystyle A=\{1,2,5,3,12,9,3003\}} و {\displaystyle B=\{3,3005,2990,3001,3003\}} دامنه برابر {\displaystyle 3002} است ولی داده های مجموعه ی اول غالبا زیر 10 و داده های مجموعه ی دوم حول 3000 هستند.

## دامنه یn{\displaystyle n}متغیر تصادفی

### متغیرهای تصادفی پیوسته مستقل
{\displaystyle n} متغیر تصادفی پیوسته ی {\displaystyle X_{1},X_{2},...,X_{n}} را در نظر بگیرید. 

#### توزیع یکسان
در صورتی که هر یک از این متغیرها دارای تابع توزیع تجمعی {\displaystyle G(x)} و تابع چگالی احتمال {\displaystyle g(x)} باشند، تابع توزیع تجمعی دامنه برابر است با:
{\displaystyle F(t)=n\int _{-\infty }^{\infty }g(x)[G(x+t)-G(x)]^{n-1}{\text{d}}x.}

#### توزیع غیر یکسان
اگر متغیر تصادفی {\displaystyle X_{i}(1\leq i\leq n)} دارای تابع توزیع تجمعی {\displaystyle G_{i}(x)} و تابع چگالی احتمال {\displaystyle g_{i}(x)} باشد، در این صورت میانه ی این {\displaystyle n} متغیر تصادفی دارای تابع توزیع تجمعی زیر خواهد بود:
{\displaystyle F(t)=\sum _{i=1}^{n}\int _{-\infty }^{\infty }g_{i}(x)\prod _{j=1,j\neq i}^{n}[G_{j}(x+t)-G_{j}(x)]\,{\text{d}}x.}

### متغیرهای تصادفی گسسته ی مستقل
{\displaystyle n} متغیر تصادفی گسسته ی {\displaystyle X_{1},X_{2},...,X_{n}} را در نظر بگیرید.

#### توزیع یکسان
در صورتی که هر کدام از ای متغیرها دارای تابع توزیع تجمعی {\displaystyle G(x)} و تابع جرم احتمال {\displaystyle g(x)} باشند، در این صورت تابع جرم احتمال دامنه ی این {\displaystyle n} متغیر برابر است با:

{\displaystyle f(t)={\begin{cases}\sum _{x=0}^{\infty }[g(x)]^{n}&t=0\\[6pt]\sum _{x=0}^{\infty }\left({\begin{alignedat}{2}&[G(x+t)-G(x-1)]^{n}\\{}-{}&[G(x+t)-G(x)]^{n}\\{}-{}&[G(x+t-1)-G(x-1)]^{n}\\{}+{}&[G(x+t-1)-G(x)]^{n}\\\end{alignedat}}\right)&t\geq 0.\end{cases}}}